# 어느 비공사에 대한 연가
어느 비공사에 대한 연가(일본어: とある飛空士への追憶 도아루히쿠우시헤노쓰이오쿠[*], 영어: The Princess and the Pilot)은 이누무라 코로쿠의 라이트 노벨이다. 일러스트는 모리사와 하루유키가 담당하였다. 가가가 문고에서 2008년 2월 19일에 단발 작품으로 간행되었다. 2011년 10월 1일 일본에서 영화화 작품이 공개되었다. 대한민국에서는 2013년 5월에 《어느 비행사에 대한 추억》이라는 이름으로 개봉됐다.